# Laura Thorn
Laura Thorn (Esch-sur-Alzette, 18 januari 2000) is een Luxemburgs zangeres. Met het Franstalige nummer "La poupée monte le son" vertegenwoordigde ze Luxemburg op het Eurovisiesongfestival 2025.

## Biografie
Thorn begon op achtjarige leeftijd met het maken van muziek. Oorspronkelijk was ze actief in de klassieke muziek totdat ze een master popzingen ging volgen aan het Institut supérieur de musique et de pédagogie de Namur in Namen, België. Thorn wist deze master in de wacht te slepen. Ook leerde ze zichzelf piano en cello te spelen. Na het afronden van haar master begon ze met muzieklessen te geven aan het Conservatoires de musique d'Esch-sur-Alzette in Esch-sur-Alzette.
Thorn werd door een producer en tekstschrijver uit Parijs in 2024 gevraagd een klaarliggend nummer in te zingen. Uiteindelijk leidde dit tot het nummer La poupée monte le son. Op 18 november 2024 werd Thorn met dit nummer door RTL als een van de deelnemers van Luxembourg Song Contest 2025 aangekondigd. In deze preselectie, die plaatsvond op 25 januari 2025 in de Rockhal in Esch-zur-Alzette, was Thorn als zesde van zeven deelnemers aan de beurt. Hier wist ze met haar uitvoering van het nummer La poupée monte le son met de zegepalm aan de haal te gaan, waardoor Thorn haar vaderland mocht vertegenwoordigen op het Eurovisiesongfestival 2025 in Bazel, Zwitserland. In de halve finale van 15 mei 2025 trad Thorn als dertiende aan. Ze wist zich te plaatsen voor de finale van het liedjesfestijn. In de finale behaalde ze de 22ste plaats.
1956: Michèle Arnaud + Michèle Arnaud · 
1957: Danièle Dupré · 
1958: Solange Berry · 
1960: Camillo Felgen · 
1961: Jean-Claude Pascal · 
1962: Camillo Felgen · 
1963: Nana Mouskouri · 
1964: Hugues Aufray · 
1965: France Gall · 
1966: Michèle Torr · 
1967: Vicky Leandros · 
1968: Chris Baldo & Sophie Garel · 
1969: Romuald · 
1970: David Alexandre Winter · 
1971: Monique Melsen · 
1972: Vicky Leandros · 
1973: Anne-Marie David · 
1974: Ireen Sheer · 
1975: Geraldine · 
1976: Jürgen Marcus · 
1977: Anne-Marie Besse · 
1978: Baccara · 
1979: Jeane Manson · 
1980: Sophie & Magaly · 
1981: Jean-Claude Pascal · 
1982: Svetlana · 
1983: Corinne Hermès · 
1984: Sophie Carle · 
1985: Margo, Franck, Diane, Ireen, Malcolm & Chris · 
1986: Sherisse Laurence · 
1987: Plastic Bertrand · 
1988: Lara Fabian · 
1989: Park Café · 
1990: Céline Carzo · 
1991: Sarah Bray · 
1992: Marion Welter & Kontinent · 
1993: Modern Times · 
2024: Tali · 
2025: Laura Thorn